# استفانو چیودی
استفانو چیودی (انگلیسی: Stefano Chiodi; ۲۶ دسامبر ۱۹۵۶ – ۴ نوامبر ۲۰۰۹) بازیکن فوتبال اهل ایتالیا بود.
از باشگاه‌هایی که در آن بازی کرده‌است می‌توان به باشگاه فوتبال آ.ث. میلان، باشگاه ورزشی لاتزیو، و باشگاه فوتبال بولونیا اشاره کرد.
وی همچنین در تیم ملی فوتبال زیر ۲۱ سال ایتالیا بازی کرده‌است.